# 丽岙街道
丽岙街道是中华人民共和国浙江省温州市瓯海区下辖的一个街道办事处。
丽岙街道位于瓯海区东南部，温瑞平原中心。面积34.7平方千米，常住人口 2.3万人，外来流动人员1.5万人。海外侨胞超过3.27万人（归侨侨眷1.2万人），分布在欧美27个国家和地区，是全国著名侨乡。104国道穿境而过。溫州肯恩大學位于该地。

## 历史沿革
原隶属瑞安，1958年建丽岙公社，1985年改镇，1992年，原白门乡的7个村和原梓岙乡的6个村并入该镇，镇政府驻茶堂村。2001年，划归瓯海区管辖，2011年撤销镇建制，在原行政区域内设立街道办事处，下辖21个行政村和2 个社区。

## 行政区划
丽岙街道下辖以下村级行政区划单位：
丽南社区、白门社区、丽中社区、丽北社区、下川村、王宅村、丽塘村、泊岙村、下章村、曹建村、姜宅村、杨宅村、叶宅村、任宅村、茶堂村、下呈村、河头村、后中村、上坦村、梓上村、上胜村、后东村、梓河村、路溪村和林山村。